# OFC Champions Cup 2005
Der OFC Champions Cup 2005 war die vierte Ausspielung eines ozeanischen Meister-Wettbewerbs für Vereinsmannschaften im Fußball nach vier Jahren Unterbrechung und fand vom 31. Mai bis 10. Juni 2005 mit acht Vereinen aus sieben Ländern in Papeete auf Tahiti statt. Die Mannschaften kamen aus Australien, Neukaledonien, Neuseeland, Papua-Neuguinea, den Salomonen, Tahiti und Vanuatu. Die Teams qualifizierten sich aufgrund ihrer Platzierungen in der nationalen Meisterschaft. Der Vertreter Australiens und zwei Teams aus Tahiti waren für die Vorrunde gesetzt. Die übrigen Teams hatten vorab eine Qualifikationsrunde mit Hin- und Rückspiel zu bestreiten aus der sich weitere fünf Mannschaften qualifizierten. Der Wettbewerb wurde in einem Rundenturnier mit zwei Gruppen a vier Teams und anschließender K.-o.-Runde gespielt. Die jeweils zwei Gruppenbesten erreichten das Halbfinale.
Der Sieger Sydney FC aus Australien qualifizierte sich als Vertreter Ozeaniens für die FIFA-Klub-Weltmeisterschaft 2005 in Japan.

## Qualifikation
Die Qualifikationsspiele fanden vom 10. Februar bis 6. April statt. Die Gästeteams hatten jeweils beide Spiele auf dem Platz des Gegners zu bestreiten.
| Datum           |                 | Gesamt  |                   | Hinspiel | Rückspiel |
| --------------- | --------------- | ------- | ----------------- | -------- | --------- |
| –               | Manumea         | *       | Auckland City FC  |          |           |
| 10./12. Februar | Sokattack Nikao | 1:9     | AS Magenta        | 0:4      | 1:5       |
| 4./6. März      | Sobou FC        | **7:0 * | Tuinaimato Breeze | 5:0      | 2:0       |
| 21./23. März    | SC Lotoha’apai  | 1:7     | Tafea F.C.        | 1:2      | 0:5       |
| 2./6. April     | Ba FC           | 2:8     | Makuru FC         | 1:4      | 1:4       |

## Gruppenphase

### Gruppe A
| Pl. | Verein           | Sp. | S | U | N | Tore    | Diff. | Punkte |
| --- | ---------------- | --- | - | - | - | ------- | ----- | ------ |
| 1.  | Sydney FC        | 3   | 3 | 0 | 0 | 018:400 | +14   | 09     |
| 2.  | AS Pirae         | 3   | 2 | 0 | 1 | 006:700 | −1    | 06     |
| 3.  | Auckland City FC | 3   | 1 | 0 | 2 | 008:500 | +3    | 03     |
| 4.  | Sobou FC         | 3   | 0 | 0 | 3 | 004:200 | −16   | 0      |

| 31. Mai       |     |               |
| Sydney FC     | 3:2 | Auckland City |
| 31. Mai       |     |               |
| Sobou FC      | 1:5 | AS Pirae      |
| 2. Juni       |     |               |
| AS Pirae      | 1:0 | Auckland City |
| 2. Juni       |     |               |
| Sobou FC      | 2:9 | Sydney FC     |
| 4. Juni       |     |               |
| Sydney FC     | 6:0 | AS Pirae      |
| 5. Juni       |     |               |
| Auckland City | 6:1 | Sobou FC      |

### Gruppe B
| Pl. | Verein      | Sp. | S | U | N | Tore    | Diff. | Punkte |
| --- | ----------- | --- | - | - | - | ------- | ----- | ------ |
| 1.  | AS Magenta  | 3   | 2 | 1 | 0 | 010:200 | +8    | 07     |
| 2.  | Tafea F.C.  | 3   | 2 | 1 | 0 | 006:300 | +3    | 07     |
| 3.  | Makuru FC   | 3   | 1 | 0 | 2 | 004:900 | −5    | 03     |
| 4.  | AS Manu-Ura | 3   | 0 | 0 | 3 | 002:800 | −6    | 0      |

| 1. Juni     |     |             |
| Tafea FC    | 3:2 | Makuru FC   |
| 1. Juni     |     |             |
| AS Magenta  | 4:1 | AS Manu Ura |
| 3. Juni     |     |             |
| AS Magenta  | 1:1 | Tafea FC    |
| 3. Juni     |     |             |
| AS Manu Ura | 1:2 | Makuru FC   |
| 5. Juni     |     |             |
| AS Manu Ura | 0:2 | Tafea FC    |
| 5. Juni     |     |             |
| Makuru FC   | 0:5 | AS Magenta  |

## K.-o.-Phase

### Halbfinale
| Datum   |            | Ergebnis |            |
| ------- | ---------- | -------- | ---------- |
| 7. Juni | Sydney FC  | 6:0      | Tafea F.C. |
| 7. Juni | AS Magenta | 4:1      | AS Pirae   |

### Spiel um Platz 3
| Datum    |          | Ergebnis |            |
| -------- | -------- | -------- | ---------- |
| 10. Juni | AS Pirae | 1:3      | Tafea F.C. |

### Finale
| Datum    |           | Ergebnis |            |
| -------- | --------- | -------- | ---------- |
| 10. Juni | Sydney FC | 2:0      | AS Magenta |